# Guldgubber aus Sorte Muld

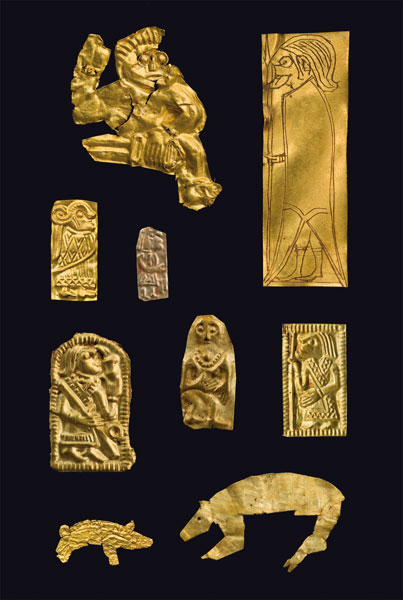
Kleine Goldblechfiguren, Guldgubber genannt.

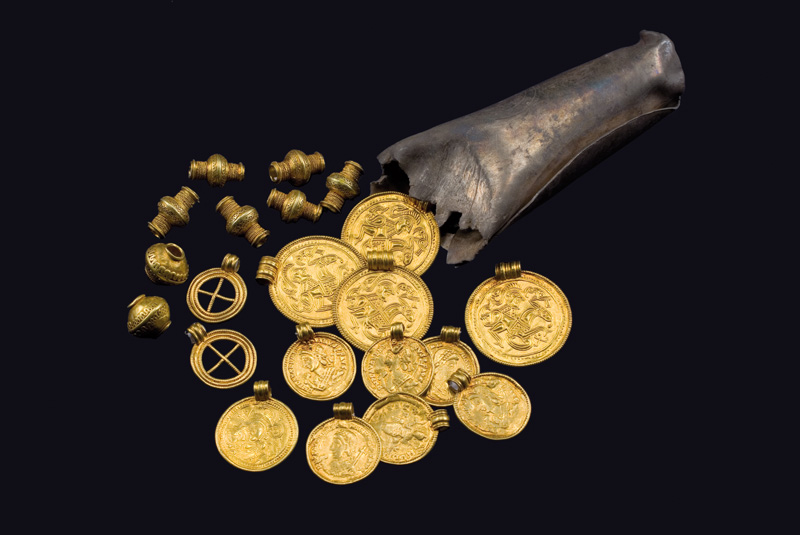
Goldschatz von Sorte Muld

Die Guldgubber aus Sorte Muld sind Goldblechfiguren (sogenannte Guldgubber), die bei Svaneke im Nordosten von Bornholm gefunden wurden. Sie stammen aus dem 6. Jahrhundert n. Chr., als Sorte Muld ein Zentrum für Handel und Handwerk bildete. Ähnlich bedeutende Zentren bestanden in Åhus und Helgö in Schweden, Dankirke bei Ribe, Gudme (auf Fünen) in Dänemark, Borg und Klepp in Norwegen sowie auf Öland und Gotland.
Bei Svaneke wurden rund 2.500 Goldblechfiguren gefunden, die als Götterbildamulette gedeutet werden. Weitere Bornholmer Funde stammen von Møllegård, Rønne und Smørenge. Auch in Gudme und Helgö und über 25 anderen Orten wurden solche Goldarbeiten gefunden.

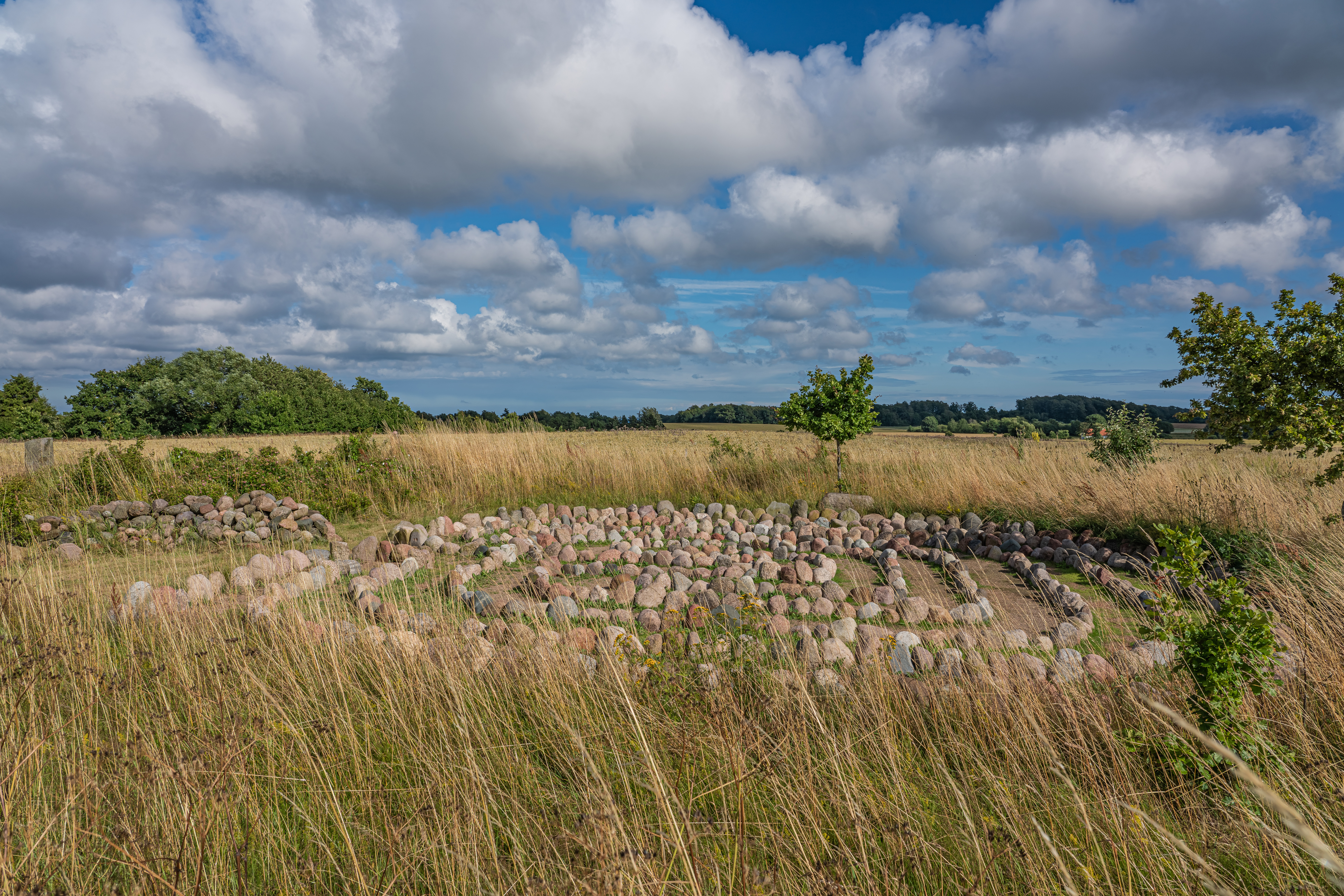
Fundplatz Sorte Muld

Die frühen Zentren, vor allem Sorte Muld und Gudme mit seiner eisenzeitlichen Halle, werden teilweise als frühe Königssitze angesehen. Dafür spricht die Verdichtung der Goldhorte in Kombination mit theophoren Ortsnamen (Gudme = Götterheim, Helgö = Heilige Insel, bei Sorte Muld steht die Hellig Kvinde = Heilige Frau) als Hinweis auf ein Kultzentrum. Die Ablösung von Himlingøje (Halbinsel Stevns, Seeland) durch Gudme spricht für eine territoriale Herrschaft. Jeweils werden ein zentrales Heiligtum und eine Königshalle angenommen, wie sie für Gudme und Lejre und verschiedene Plätze auf Gotland archäologisch nachgewiesen sind. Insgesamt 29 Guldgubber wurde in Västra Vång in Blikinge gefunden. Damit ist Västra Vång der drittgrößte Fundplatz in Schweden.

## Goldschätze
Auf dem Fuglsangsageren wurde 2001 ein Goldschatz mit fünf Brakteaten, sechs römischen Goldmünzen sowie Anhängern und goldenen Perlen gefunden. Der Fund war in einem aufgerollten römischen Silberteller aufbewahrt worden und stammte aus dem 5. Jahrhundert.
Der Schatzfund von Dalshøj wurde unter den Resten eines abgebrannten Hauses aus der germanischen Eisenzeit (frühes 5. Jahrhundert) gefunden.